# Un prince à croquer
Un prince à croquer est une série de bande dessinée écrite et dessinée par Patricia Lyfoung et dont le premier tome est paru en 2012.
Elle relate l'histoire d'un prince héritier fuyant son royaume pour éviter une jeune héritière que lui destine sa famille comme épouse. Il est recueilli par Margot, la sœur de son ancien garde du corps. Grâce à celle-ci, qui dirige un restaurant, il va découvrir la cuisine et un lien spécial va s'établir entre eux...

## Synopsis
Cloîtré dans son château, un prince héritier rêve d'évasion mais sa mère lui réserve un autre avenir : épouser la richissime Glawdys. C'en est trop : il fugue. Destination Paris pour une nouvelle vie... Fraîchement débarqué, il rencontre la farouche Margot, une cuisinière de talent qui lui ouvre les portes d'un restaurant très prisé de la capitale... Une occasion qui risque fort de pimenter son existence !

## Personnages
NoaSon vrai nom est Nicolas Oscar André. Il est le prince de Dulime, un royaume pas plus grand qu'une ville, situé entre la France et l'Allemagne. Après que sa mère ait voulu le marier à la jeune américaine Gwladys Jefferson, il a pris la fuite, et s'est réfugié à Paris, où il a fait la connaissance de Margot Roche, une grande cuisinière plutôt antipathique. Il lui cachera son identité, et Margot l'hébergera. N'ayant quasiment jamais rien fait seul, le prince découvre certaines choses comme le sens du verbe "ranger" ou la cuisine. C'est un jeune homme très naïf, mais en tout cas très gentil, que tout émerveille. Malgré le peu d'affection que lui offre Margot, il s'attachera à cette dernière, et en tombera amoureux. Il est le seul homme du restaurant à lui tenir tête, et aussi à voir la femme merveilleuse qui se cache derrière cette froideur.
Margot
Cyril
Gwladis Jefferson
Charlie

## Albums
- 1 Entrée, Delcourt, avril 2012
Scénario et dessin : Patricia Lyfoung - Couleurs : Fleur D. -  (ISBN 978-2-7560-2212-3)

- 2 Plat, Delcourt, mai 2013
Scénario : Patricia Lyfoung - Dessin : Patricia Lyfoung et Linda Aksonesilp - Couleurs : Fleur D. -  (ISBN 978-2-7560-3259-7)

- 3 Entremets, Delcourt, avril 2015
Scénario : Patricia Lyfoung - Dessin : Patricia Lyfoung et Karina - Couleurs : Fleur D., Jin Ryuuku et Linda Aksonesilp -  (ISBN 9782756041292)

- 4 Dessert, Delcourt, avril 2016
Scénario : Patricia Lyfoung - Dessin : Patricia Lyfoung et Karina - Couleurs : Fleur D. et Jin Ryuuku -  (ISBN 9782756041308)